# Єремине (зупинний пункт)
Єремине (біл. Яроміна) — пасажирський залізничний зупинний пункт Гомельського відділення Білоруської залізниці на електрифікованій лінії Гомель — Жлобин між роз'їздом Світоч та станцією Костюківка. Розташований у селі Єремине Гомельського району Гомельської області.